# Kopinsaari
Kopinsaari är en ö i Finland. Den ligger i sjön Saimen och i kommunen Savitaipale i den ekonomiska regionen  Villmanstrands ekonomiska region  och landskapet Södra Karelen, i den södra delen av landet, 190 km nordost om huvudstaden Helsingfors. Öns area är 92,3 hektar och dess största längd är 1,5 kilometer i öst-västlig riktning.